# 高橋嘉信
高橋 嘉信（たかはし よしのぶ、1953年9月5日 - ）は、日本の政治家。
衆議院議員（1期）を務め、漫画『票田のトラクター』（『レッツ・ゴー!永田町』のタイトルでドラマ化）の主人公のモデルにもなった。

## 経歴

### 秘書時代
岩手県胆沢郡小山村（胆沢村、胆沢町を経て、現：奥州市）出身。胆沢町立小山中学校（現・奥州市立胆沢中学校）、岩手県立水沢農業高等学校、東海大学教養学部生活学科生活経済学課程（現：人間環境学科社会環境課程）卒業。小沢一郎の秘書を25年間務め、「小沢の影に高橋あり」・「選挙の達人」・「自由党の軍師」と言われ、自ら「趣味は小沢一郎」と公言するほど小沢の側近中の側近であった。

### 衆議院議員
2000年、第42回総選挙で比例東北ブロックから自由党の名簿順位5位で出馬することとなった。これは保守党との分裂直後による候補者不足によるものであった（同様に比例近畿ブロックには党職員であった中塚一宏が出馬、当選している）。
当時、自由党の東北ブロックでの獲得予想議席は主要新聞各紙で3～4であったが、岩手1区（達増拓也）・岩手3区（黄川田徹）と選挙区で獲得したことで高橋の当選につながった。
衆議院議員時代は、農政を専門に活動していたが、民主党との民由合併決定後の2003年、第43回総選挙には立候補せず、衆議院議員を引退した。引退後は小沢事務所に戻ることなく、岩手で地元企業の役員に就任した。

### 民主党離党
2004年、民主党を離党し第20回参院選岩手県選挙区で自由民主党系無所属の新人候補者の支援を表明した。
高橋は秘書時代の人脈を生かして盛岡市内の大手ゼネコン社員を動員し、一晩で候補者の選挙ポスターを県内全域に張り巡らせるなど相変わらずの「選挙巧者」振りを見せ付けたものの、民主党公認候補の主濱了に大差で敗北した。
2006年3月19日に行われた奥州市長選に出馬、25,078票（30%）獲得するも落選したが、本命視されていた旧水沢市長の高橋光夫が落選し、旧江刺市長の相原正明が当選した背景には高橋の出馬による票割れが一因にあった。
小沢との決別の真相について周囲には「墓まで持っていく」と述べている。現在のところ真相は不明であるが、一説には硬直化した小沢後援会に危機感を抱き、後援会運営の中心であった自分が離反することで組織の活性化を促したと言われ、「平成の石川数正」と一部で囁かれた。後に、「小沢一郎の敵か下かに終始する政治手法で自由な議論が封じられたこと」に不満をもっていたこと、小沢一郎の影響力が大きかった地元テレビ局の岩手めんこいテレビにおいて、会長人事や本社移転で小沢と対立があったことが判明している。
衆議院議員遠藤宣彦は政策秘書、江別市議会議員角田一は奥州市長選まで行動をともにした最後の秘書。

### 自民党公認候補
2008年秋、自民党岩手県連の要請を受けて次期衆院選で岩手4区から自民党公認候補として出馬し小沢に挑戦する事を表明。
2009年3月、西松建設事件にかかわる政治資金規正法違反容疑で、小沢の資金管理団体「陸山会」会計責任者として東京地方検察庁に逮捕された小沢の公設第一秘書・大久保隆規に当該業務を引き継いだ前任者として存在を取り沙汰されている。
（高橋が違法行為に関与していたとしても）この問題が注目された時点で高橋の公訴時効は成立していたが、これを受けて自民党本部内には擁立に対する懸念も見られた。高橋自身は「献金の仕組みや授受にかかわったことはない」と否定し、あらためて立候補への意欲を示した。
2009年3月21日付の読売新聞は、東京地検特捜部が高橋を参考人として事情聴取したと報じた。西松建設関係者などによると、小沢の秘書時代にゼネコン業界の窓口となり、東北へ進出を図る西松建設へに献金の増額を要求。これを受け、西松建設側は年間2500万円前後を献金するために、西松設立の「新政治問題研究会」を利用したという。読売新聞は「新政治問題研究会」をダミー団体としているが、高橋は「『新政治問題研究会』が西松建設のダミーとは知らなかった」とし、違法献金の嫌疑を否定したという。
2009年8月30日に行われた第45回衆議院議員総選挙に自民党から出馬し、公明党の推薦も受けるものの落選。2010年4月上旬に政界引退の意向を支持者などに伝えた。ジャーナリストへの転身を目指すものの、将来的な政界復帰も視野に入れているとされている。
2010年3月、東京地検特捜部の事情聴取に応じたことが報道された。
2016年には自民党二階派が開いた選挙勉強会で指南役を務めた。